# 君がいない夏
「君がいない夏」（きみがいないなつ）は、DEENの12thシングル。1997年8月27日にB-Gram RECORDSから発売された。

## 概要
- 前シングル作品より約1年ぶりにリリースされた。結果的にビーイング時代でのベストアルバムCDとなった『DEEN SINGLES+1』のリリースに向けての単独シングル作品3部作の第1弾。
- このシングルを最後に、2003年の「翼を風に乗せて〜fly away〜」で7位を獲得するまで約7年の間、オリコンシングルチャートにおいてTOP10に入らない時期を迎えた。
- ジャケット写真には前シングル作品「素顔で笑っていたい」の別カットが使用されている。
- 2007年に発売されたベストアルバム「DEEN The Best Classics」にはAcoustic versionが収録されている。
- 青山剛昌の同名漫画原作のよみうりテレビ制作・日本テレビ系列テレビアニメ『名探偵コナン』に於ける、1997年8月11日から1997年12月1日までの4代目エンディングテーマ、2015年8月22日・8月29日の本放送時間帯の再放送（第81話・第82話）では、デジタルリマスター版がオンエアされた。
- 作詞・作曲を担当した小松未歩が自身のアルバム『謎』でセルフカバーしているが、メロディーが一部変更されている。
  - 小松未歩によるセルフカバーは『DEEN The Best FOREVER 〜Complete Singles +〜』の初回限定盤にも収録されている。
- 当初は1997年6月に発売する予定だった。

## 収録曲
全編曲：池田大介
1. 君がいない夏(4:21)
作詞・作曲：小松未歩
よみうりテレビ制作・日本テレビ系テレビアニメ『名探偵コナン』第4期エンディングテーマ
2. love me(4:17)
作詞：池森秀一/作曲：山根公路
3. 君がいない夏（Original Karaoke)
4. love me (Orientation Karaoke)

## 収録アルバム
- 『SINGLES+1』（#1）
- 『THE BEST OF DETECTIVE CONAN 〜名探偵コナン テーマ曲集〜』(#1)
- 『Ballads in Blue〜The greatest hits of DEEN〜』(#1)
- 『DEEN The Best Classics』(#1、アコースティックバージョン)
- 『DEEN PERFECT SINGLES +』(#1)
- 『The DAY』(#2、アルバムバージョン)
- 『DEENAGE MEMORY -20周年記念ベストアルバム-』(#1)
- 『DEEN The Best FOREVER 〜Complete Singles +〜』(#1)
- 『DEEN The Best DX ～Basic to Respect～』※新録音して収録 (#1)

## 参加ミュージシャン
- 池森秀一: ボーカル
- 山根公路: キーボード
- 宇津本直紀: ドラム
- 田川伸治: ギター